# Пуп

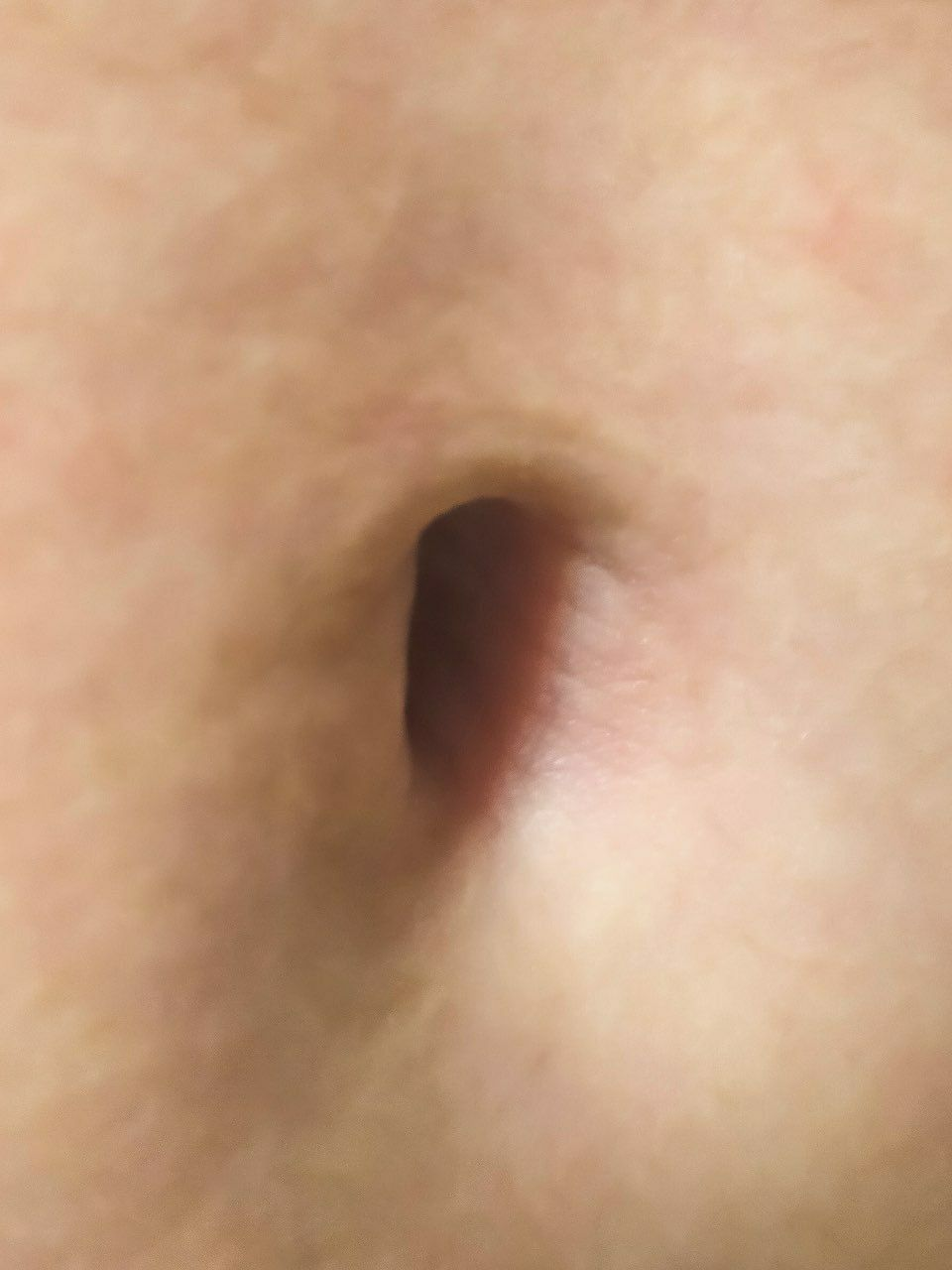
Глубокий овальный пупок человека в виде впадины

Пуп, пупо́к (лат. umbilicus), — рубец либо узел на передней брюшной стенке, остающийся после отпадения, который может развязаться у ребёнка. В современном русском языке для рубца всё чаще используют слово «пупок», а не «пуп».
Пупком обладают все плацентарные млекопитающие, у большинства из которых он выглядит небольшой линией без волосяного покрова.
У части людей пупок выглядит как углубление в кожном покрове, у других, напротив, как выпуклость. Помимо этого, пупки различаются по размерам, форме, глубине и т.д. В зависимости от возраста человека пупок может изменяться. Например, у подростков он часто имеет выпуклую форму, в процессе взросления пупок становится впалым.

## Анатомия
Этот раздел посвящён анатомическим особенностям пупка; для подробной информации о роли пуповины во внутриутробном периоде см. «Пуповина», «Пупочные сосуды» и «Плацентарный круг кровообращения».

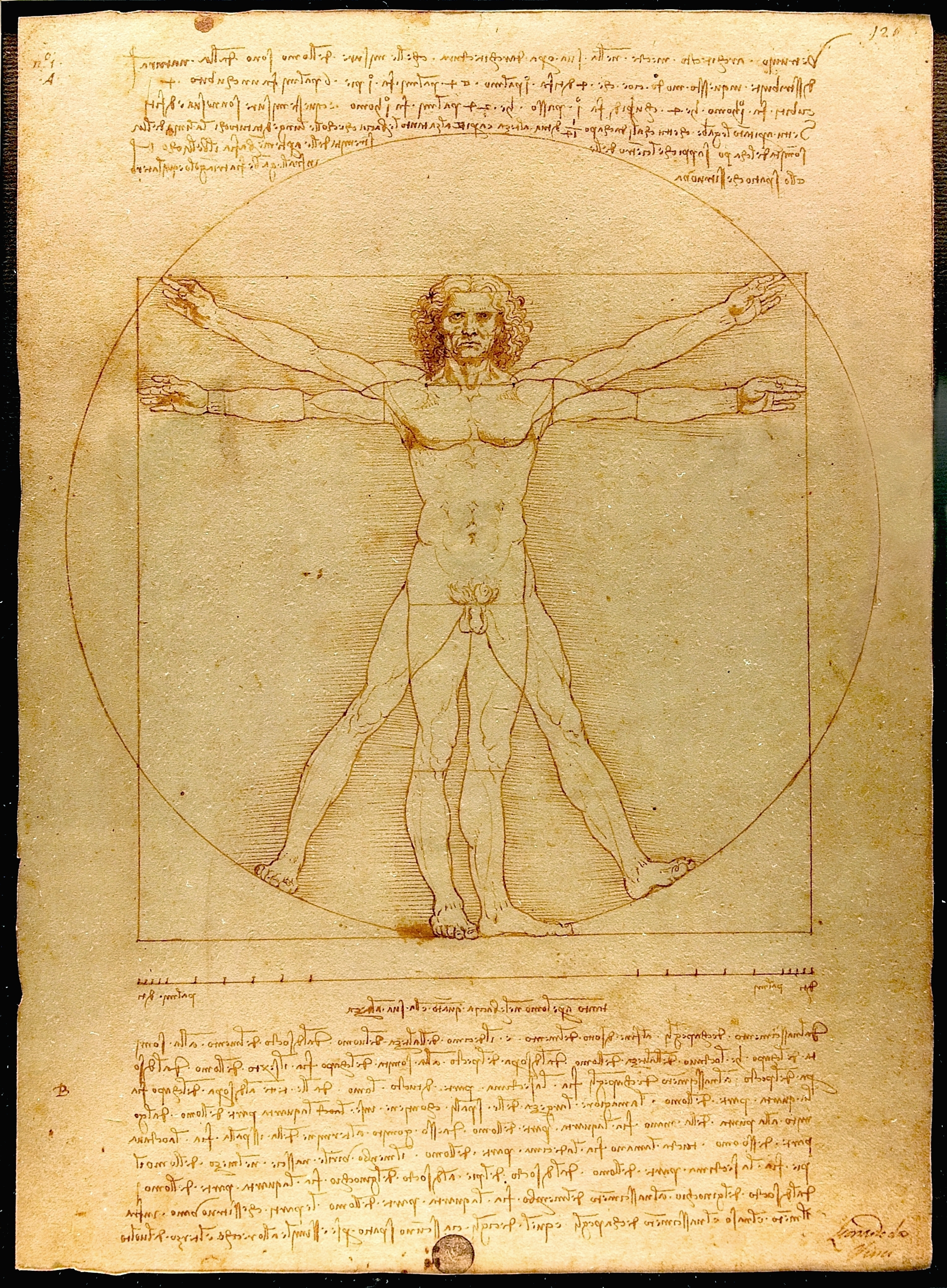
Пупок в золотом сечении — 62 % от высоты тела

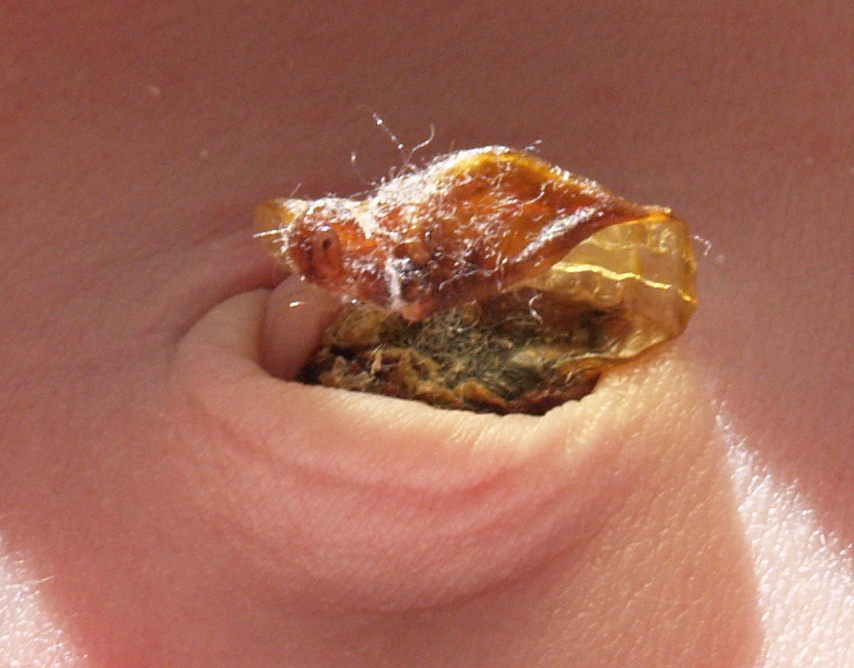
Мумифицированные остатки (культя) пуповины перед отпадением у семидневного новорождённого

Пупок представляет собой рубец и пупочное кольцо вокруг него, расположенное на передней стенке брюшной полости, образующееся при отпадении пуповины в среднем через 10 дней после рождения.
Во время внутриутробного развития через пупок проходят две пупочные артерии и одна вена. После рождения вена зарастает и превращается в круглую связку печени (при портальной гипертензии может реканализироваться). Сразу за пупком расположен урахус, который берёт начало от мочевого пузыря.
Пупок является важным анатомическим ориентиром на передней брюшной стенке, в связи с его достаточно типичным расположением. Пупок расположен на белой линии живота, посреди прямой мышцы живота. Иннервация кожи на уровне пупка осуществляется десятой парой грудных нервов (дерматом Th10). Относительно позвоночного столба пупок стабильно располагается на уровне L3—L4 позвонков.
Пупок используется для визуального разделения живота на сектора. Леонардо да Винчи вписал пуп в центр круга, описанного вокруг человека с приподнятыми руками (см. рисунок). У разных людей высота расположения пупка может отличаться, однако «Божественные пропорции», основанные на Золотом сечении, предполагают его расположение на 62% высоты тела.
Пупок может быть впалым, плоским и выступающим. В нём выделяют пупочное кольцо, периферический кожный валик, пупочную борозду, соответствующую линии спаяния кожи с пупочным кольцом, и шрам (узел) в центре пупка размером со среднюю родинку, который иногда может немного выпирать и создавать дополнительные складки.

### Формирование пупка
Пупок формируется довольно медленно. После родов пуповину перерезают, после чего пупочную культю закрепляют прищепкой (реже завязывают), Чтобы упасть, культя пуповины должна высохнуть, поэтому её нельзя смачивать, а нужно только иногда сменять стерильную марлю, которая её закрывает. Когда культя полностью высохнет, она отделяется от образовавшегося пупка ребёнка.

### Пупок у других млекопитающих
У млекопитающих пупок не имеет вида ямки, как это обычно бывает у человека. Причиной этому служит прямохождение. Только человек может позволить себе иметь свободное пупочное кольцо (отверстие в белой линии живота).
У зверей, которые передвигаются на четырёх лапах, живот провисает, и пупочное кольцо испытывало бы большое давление, что вызывало бы неизбежную грыжу. Поэтому у животных пупочное кольцо полностью срастается, и их пупок не торчит наружу и не вогнут внутрь, а выглядит как гладкий лишённый шерсти участок кожи. Аналог пупка, плаценты и пуповины есть у живородящих хрящевых рыб (акул, скатов) и морских змей.
Интересно, что пупка нет у кенгуру, коал, опоссумов – всех сумчатых млекопитающих. Причина в том, что у них нет пуповины, поэтому нет и рубца от её удаления. Также пупка нет у яйцекладущих — ехидны и утконоса, потому что пуповина не требуется в силу самого факта откладывания яиц.

## Эстетика
Внешний вид пупка каждого человека уникален, потому что фактически пупок является шрамом, приобретённым при рождении. Пупок может выглядеть как ямка, выступать над поверхностью живота, либо выглядеть как плоский шрам на животе. Также пупок может различаться по глубине, диаметру и форме, а также по количеству, расположению и размеру складок в пупке. Чаще всего люди имеют впалые пупки средней глубины и диаметром около 1,5 сантиметра.
Мнение о форме, как о результате «завязывания», полностью ошибочное, тем более что пупки современным младенцам вовсе не завязывают. Сейчас новорождённым накладывают на пупок специальную скобку, которая пережимает слизистый остаток, причём не затрагивая саму кожу. Пуповину отрезают с запасом, то есть не очень близко к коже. Далее происходит формирование рубца, пуповина высыхает и отпадает вместе со скобкой. Именно от формы рубца и будет зависеть форма пупка, из-за чего уже невозможно повлиять на ситуацию — форма всё равно будет уникальной. Ранее вместо скобок использовали шёлковые нити и пупок в буквальном смысле завязывали на узелок, хотя это только в малой степени влияло на форму пупка, поскольку пуповина отпадала с рубцом после завязки, а не до неё, то есть отпадала нить вместе с узелком.
В связи с тем, что пупки по своей природе являются приобретёнными рубцами, не обусловленными генетически, они полностью уникальны и помогают различить монозиготных близнецов.
Основные факторы, от которых зависит внешний вид пупка человека:
- Индивидуальные особенности организма.
- Долгосрочные изменения в рационе питания, количество жира на животе.
- Физические упражнения, тренированность брюшных мышц.
- Наследственность.
- Внутрибрюшное давление.
- Состояние кожи в пупочной области.
- Перенесённые болезни, хирургические вмешательства, включая пластические операции и липосакцию.
- Наличие пупочной грыжи, омфалита или других болезней пупка.
- Возрастные изменения.
- Увлечение пирсингом.

Из-за того, что в области самого пупка нет ни подкожной жировой клетчатки, ни предбрюшинного жира, у полных крупных людей пупок обычно широкий и уходящий вглубь их жировых запасов. У людей с небольшим количеством жира на животе пупок тоже может быть впалым, но его дно будет приходиться почти вровень с поверхностью живота, из-за чего его будет видно. Но несмотря на это, если у определённого человека изменится количество жира на животе, форма пупка кардинально всё равно не изменится — поменяется только глубина.

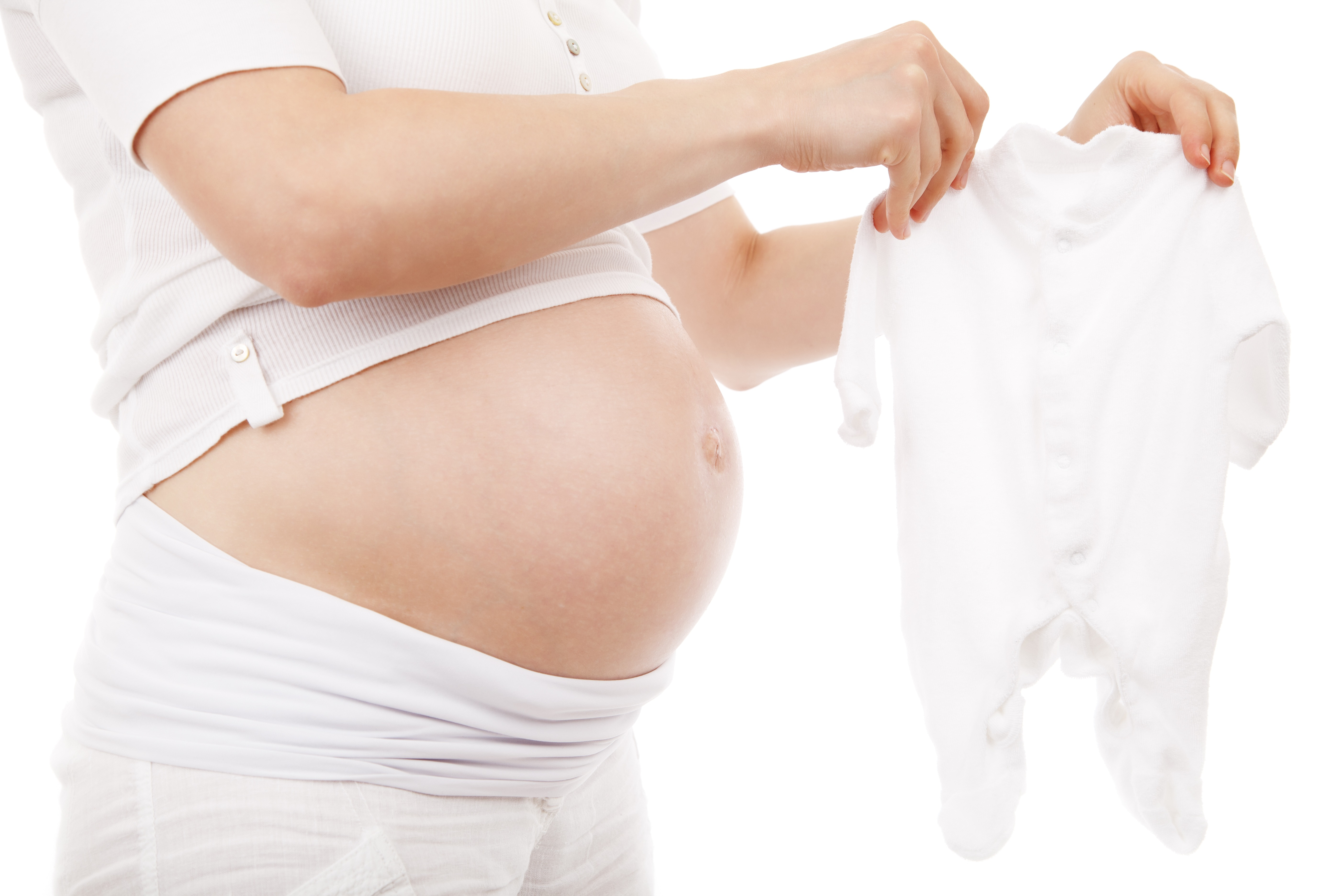
Живот беременной женщины с вывернутым пупком

Во время беременности пупок также может изменить внешний вид, стать менее глубоким, а в некоторых случаях и полностью вывернуться наружу. После родов пупок не всегда возвращается к изначальному виду — его форма может измениться. Также во время беременности из-за большой нагрузки на мышцы живота может возникнуть пупочная грыжа.
Для изменения внешнего вида пупка можно провести пластическую операцию — умбиликопластику.

### Форма пупка
Выделяется несколько основных видов пупка:
- Впалый: пупок выглядит как углубление, ямка на животе. Обычно имеет глубину от 0,5 до 2,5 см, в зависимости от своего строения и количества жировой прослойки на животе.
  - Круглый: круглый, полностью симметричный пупок, похожий на ровный кратер. Видимость дна пупка зависит от его глубины. Обычно без складок, либо со складками в основном на дне пупка.
  - Вертикальный: вертикально удлинённый пупок, параллелен белой линии живота, иногда выглядит как узкая щель на ней. Дно пупка чаще всего не видно из-за того что пупок слишком узкий.
  - Овальный: овальный впалый пупок, бывает трёх видов: с выступающей округлой частью пупочного кольца сверху, снизу, или без неё. Складок либо нет, либо есть преимущественно на дне пупка.
  - Т-образный: впалый пупок со складками в форме буквы Т, и выступающим округлым пупочным кольцом в верхней части пупка в какой-либо степени. В нижней части пупка расположена вертикальная складка, как раз образующая форму буквы Т. Дно пупка обычно не видно из-за большого количества складок.
  - Миндалевидный: пупок, сужающийся к верхней и нижней части и более широкий в центре. Дно пупка практически не видно. Складок или нет, или их немного.
  - Горизонтальный: пупок в виде горизонтальной складки. Дно пупка видно меньше всего, так как над ним находится складка, направленная по линии прямой мышцы живота.
- Выступающий (кожный пуп): пупок выступает над поверхностью живота. Только 4-10% людей имеют выступающий пупок[7]. Также пупок может стать выступающим вследствие пупочной грыжи и некоторых других заболеваний, например, омфалита или асцита.
  - Спиральный: редкий вид, когда заживший рубец образует закрученную форму пупка.
  - Расщеплённый: пупок выступает наружу, но расщепляется на две части складкой, которая простирается частично или до конца через рубец, из-за чего сам рубец не виден. По форме похож на кофейную фасоль.
  - Полностью выступающий: пупок полностью выступает наружу, обнажая рубец в центре. Самый частый из выступающих пупков.
  - С круглым углублением в центре: пупок выступает наружу, но его центр уходит внутрь. В отличие от расщеплённого, углубление централизовано и не простирается по пупочному кольцу в каком-либо направлении. По форме похож на пончик.
- Искажённый: пупок, который не вписывается ни в одну из категорий. Например плоский, сильно несимметричный или частично выступающий пупок, а также пупок с большим количеством складок.

Форму пупка определяют в положении стоя, потому что сидя или лёжа складки пупка меняют своё положение и размер, что может до неузнаваемости изменить его форму. Так, сидя, в пупке становится больше складок, а лёжа несколько маленьких группируются в более большие. Также в положении лёжа пупок становится более симметричным по горизонтальной оси, так как кожа натягивается иначе и пупочное кольцо начинает приблизительно одинаково выступать и сверху, и снизу.

Довольно часто пупок не относится к какой-либо определённой форме, а имеет признаки сразу нескольких форм. Так, например, пупок может иметь нижнюю вертикальную складку, как у Т-образного пупка, но в то же время она может быть настолько небольшой, что его форму можно посчитать за овальную. Или, например, признаки вытянутого по вертикали овального пупка могут относиться и к овальной форме, и к вертикальной.

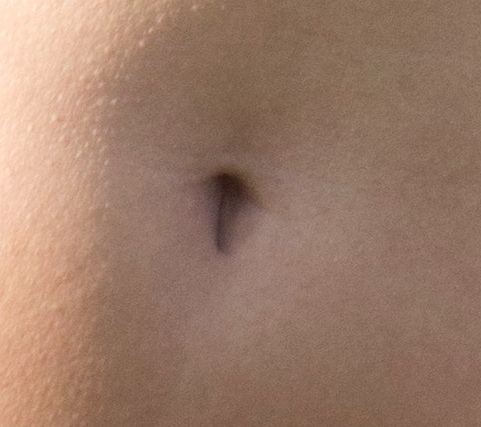
Впалый Т-образный пупок
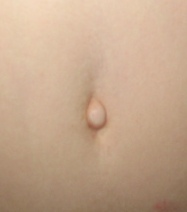
Полностью выступающий пупок
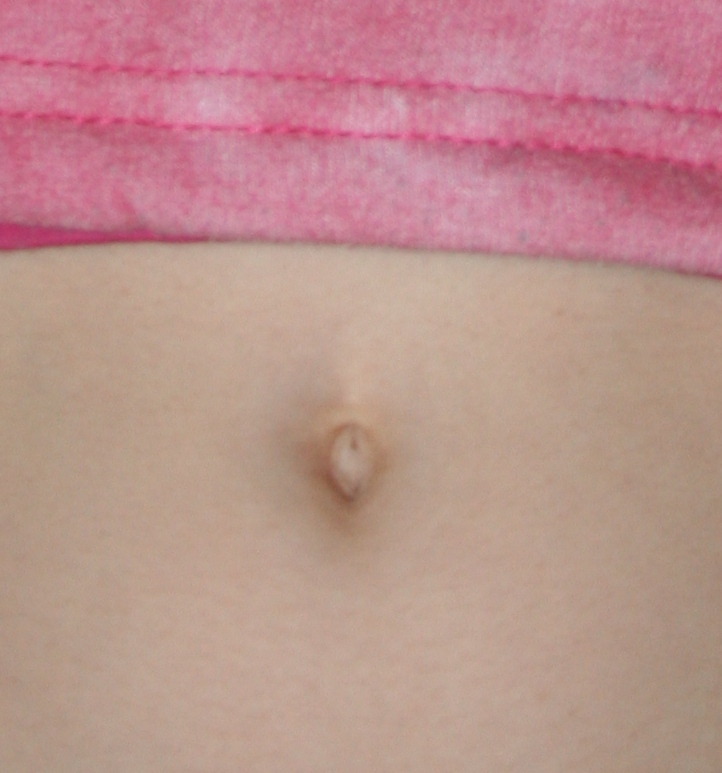
Впалый круглый пупок
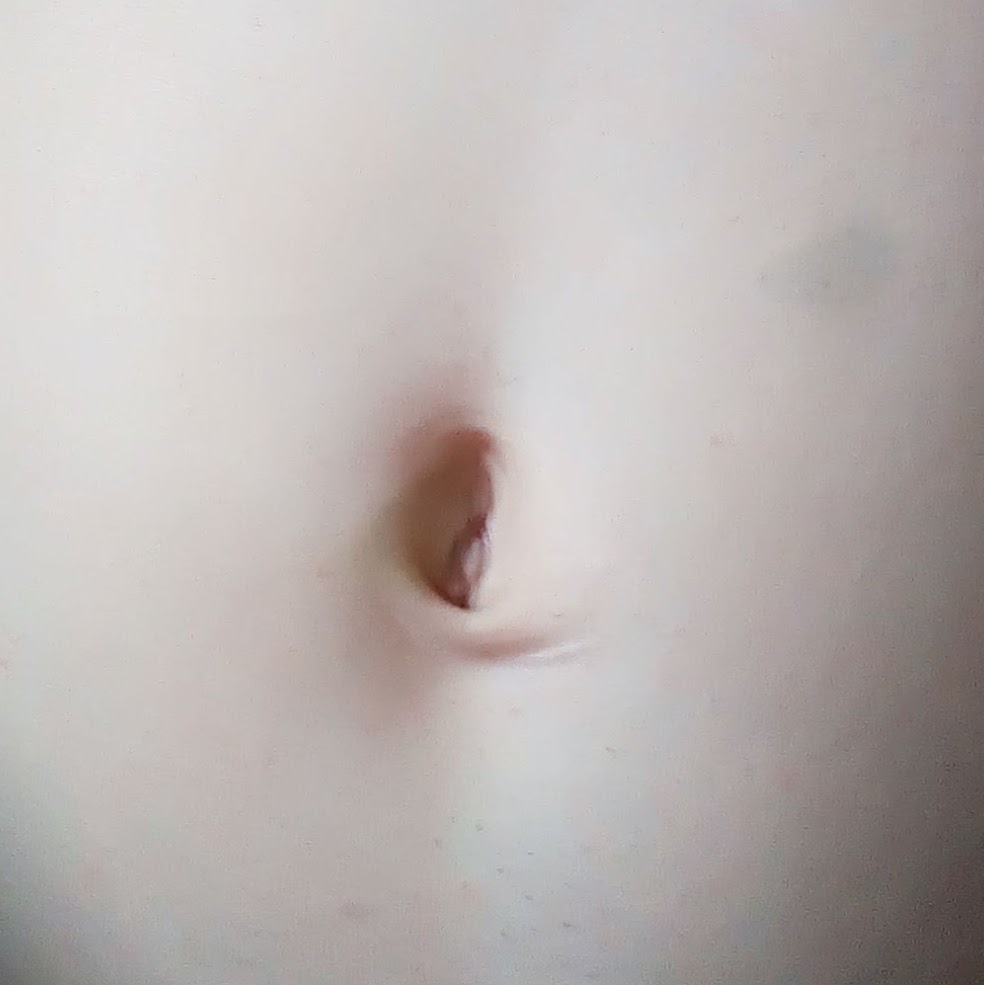
Впалый овальный пупок
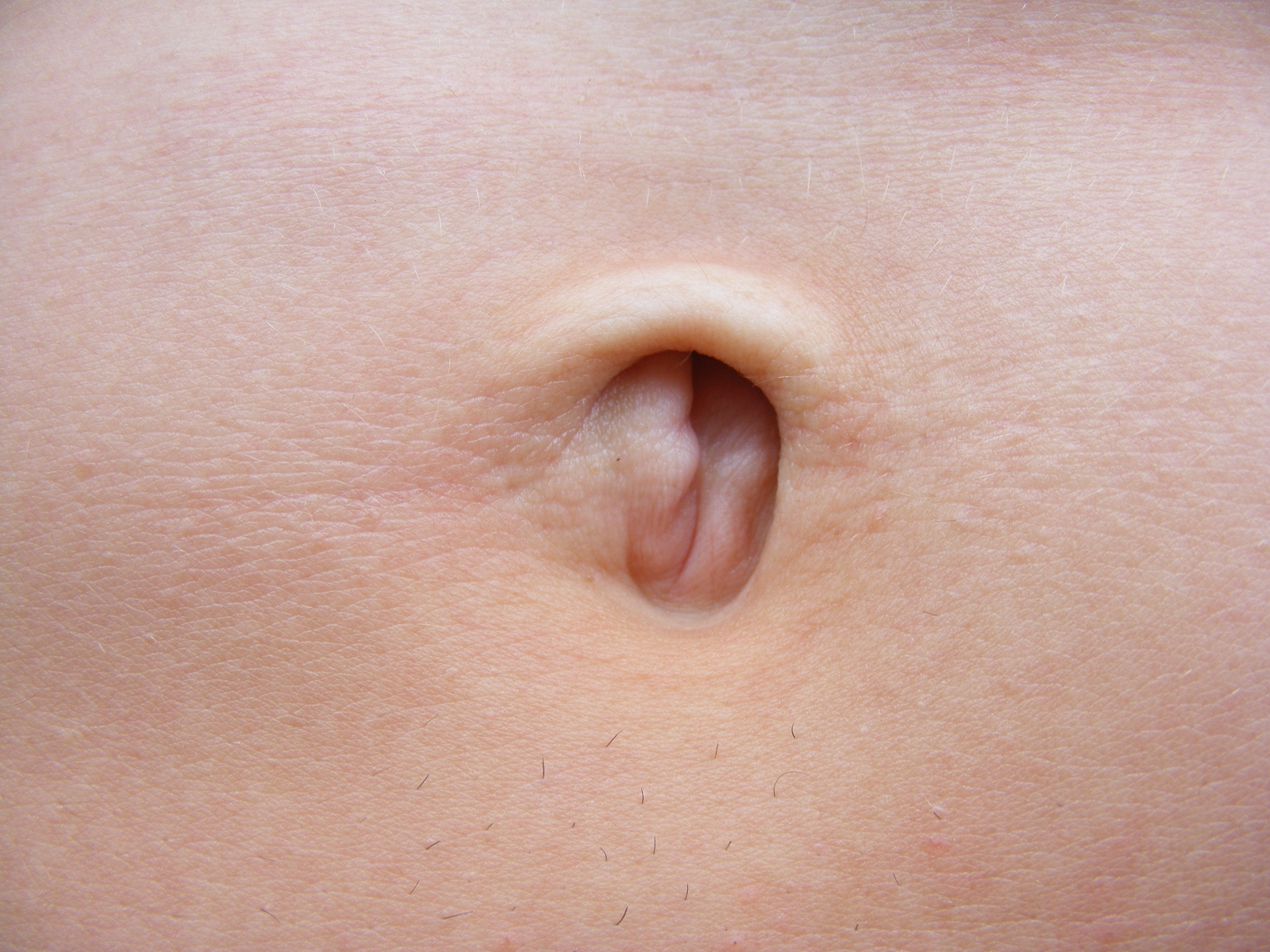
Искажённый пупок

Конкретная форма пупка останется даже если пупок изменит свою глубину (например при уменьшении количества жира на животе), потому что она является результатом натягивания кожи пупочной области на пупочное кольцо. Вследствие этого «капюшон» может находиться сверху или снизу пупка, показываться полностью по окружности всего пупка либо не показываться вовсе. Пупочное кольцо может также быть разным по плотности, что также может влиять на форму пупка. Например, вертикальный узкий пупок чаще всего указывает на мягкость пупочного кольца. Чаще всего у людей пупочное кольцо виднеется именно сверху, а нижняя часть пупка либо гладкая (овальный пупок), либо представляет собой длинную складку (Т-образный пупок). В большинстве случаев верхняя часть пупочного кольца более твёрдая и плотная, и также имеет более правильную ровную форму, тогда как нижняя — более мягкая и кривая.
Также форма пупка зависит от размера и формы шрама в центре пупка и размера пупочного кольца (его диаметра и глубины). При уменьшении количества жира на животе или возрастных изменениях может измениться только глубина пупка, количество и размер некоторых складок и кожа в этой области, но основное строение пупка и основные складки, образующие его форму, не изменятся.

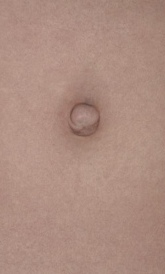
Кожный пуп

Иногда в первые дни после рождения у младенцев образовывается выступающий «кожный пуп», из-за чего в будущем пупок может иметь выпуклую форму. Кожный пуп образовывается из-за того, что кожа со стороны живота переходит на пуповину. После отпадения её остатка образуется небольшая культя, возвышающаяся над уровнем стенки живота. В некоторых случаях кожный пуп самостоятельно сморщивается и втягивается, но также может и остаться выступающим. Бывает также, что ребёнок рождается с незначительными повреждениями у основания пуповины, и на этом месте образуется грануляционная ткань. При этом пупок тоже будет выпуклым на протяжении всей жизни человека. Именно подобная форма и породила массу домыслов, будто она получается из-за неумелого врача, принимающего роды. На самом деле к форме пупка врач имеет отношение, только если он неправильно наложил скобку или отрезал пуповину.
У детей до 5 лет пупок может самостоятельно измениться с выпуклого на впалый, но в более старшем возрасте перемены практически не возможны.

### Диаметр пупка
Чаще всего у людей диаметр пупочного кольца варьируется от 1 до 2,5 сантиметров.

### Глубина пупка
Глубина пупка может начинаться от 3-4 сантиметров в глубину и заканчиваться абсолютно плоским или даже выступающим пупком. Однако в большинстве случаев у людей глубина пупка варьируется от 0,5 до 2,5 см, из-за чего дно пупка чаще всего не заметно под обычным освещением. Глубина зависит от строения пупка и количества подкожного жира в этой области. Если пупок слишком глубокий, могут возникнуть проблемы с его гигиеной.

### Цвет пупка
Обычно цвет пупка у людей совпадает с цветом кожи всего тела, но иногда пупок может быть темнее: немного краснее или коричневее. Цвет шрама в центре пупка обычно светлее цвета остальной кожи и почти не меняется при долгом нахождении на солнце.

## Значение в медицине

### Болезни пупка
Пупок располагается по срединной линии, в проекции белой линии живота. Грыжи белой линии живота относительно пупка разделяют на надпупочные, околопупочные и подпупочные, что связано с особенностями анатомии апоневрозов мышц передней брюшной стенки. Также различают врождённую грыжу пупочного канатика — омфалоцеле.
Заболевания непосредственно пупка и относящихся к нему структур, как правило, постнатальные. К ним относятся гангрена пуповинного остатка, мокнущий пупок, фунгус, омфалит, пупочный свищ, пупочная грыжа и воспаление пупочных сосудов (периартериит пупочной артерии и флебит пупочной вены). Инфекционный процесс в пуповине и пупочной ранке угрожает в отношении развития пупочного сепсиса.
Также кожа пупка может воспалиться из-за ненадлежащей гигиены, покраснеть от кожного дерматита или аллергии.

### Народная медицина
Согласно народной медицине, втирание эфирных масел в пупок благотворно влияет на организм человека, в частности увлажняет кожу и улучшает пищеварение. Во время массажа живота пупку часто уделяется особое внимание.

### Омфалофобия
Омфалофобия — фобия пупков. Люди, страдающие омфалофобией, боятся пупков — своих собственных, или, в некоторых случаях, пупков других людей. Они испытывают страх, когда кто-то касается их пупка. В некоторых случаях люди сами боятся дотронуться до своего или чужого пупка. Иногда им достаточно просто увидеть пупок, чтобы почувствовать страх или испытать отвращение.

### Хирургия
Существуют лапароскопические операции, которые выполняются при помощи специальных инструментов через один малозаметный разрез в пупке. После операции на свободных участках передней брюшной стенки вообще не остаётся никаких следов операции. Основным преимуществом таких операций можно считать более благоприятный косметический эффект, так как шрам остаётся буквально в том же месте, где он и был с самого рождения человека. Такие операции применяются при хроническом холецистите, остром аппендиците, пищеводной грыже, некоторых заболеваниях толстой кишки и не только. Также через разрез в пупке научились удалять опухоли, а иногда даже целые органы — например почку или яичник.

### Умбиликопластика
Основная статья: Умбиликопластика
Умбиликопластика (пластика пупка) — пластическая операция по изменению формы пупка. Популярность джинсов с низкой талией и коротких топов привело к увеличению числа заявок на исправление внешнего вида пупка. Большинство из них – женщины, которые хотят исправить сформировавшийся в младенчестве выпирающий пупок на пупок впадинкой. Также применяется, когда пупок деформирован после медицинских операций, беременности, возрастных изменений, пирсинга. Некоторые люди делают умбиликопластику, когда у них горизонтальный или слишком большой в диаметре пупок, потому что это может выглядеть неэстетично. Также поводом для умбиликопластики может стать слишком глубокий пупок с большим количеством складок, так как в него может попадать грязь и появляться бактерии и грибки.

## Гигиена

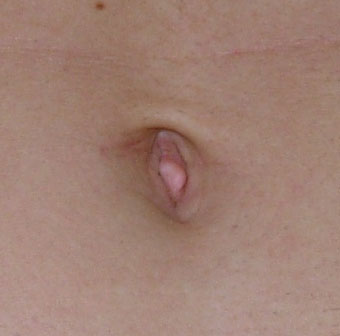
Воспаление пупка

### Бактерии
Из-за своего строения, пупок — самая грязная часть человеческого тела. Исследователи обнаружили, что в пупке человека обитает около 2400 различных видов бактерий, из которых около 1450 совершенно новые для науки. Большая часть из них не наносит нам никакого вреда. Роб Данна, один из авторов исследования, уверен, что микроорганизмы в пупке очень важны для организма, так как защищают кожу от патогенов. Таким образом, использовать противомикробные средства для очищения пупка не нужно и даже опасно, достаточно обычных мер гигиены. Хоть и большинство из бактерий совершенно безвредны, при снижении иммунитета они могут угрожать здоровью человека. При плохой гигиене может возникнуть воспаление и покраснение пупка из-за бактерий — омфалит. Особенно актуально это становится в летний период.
Также в области около и внутри пупка может проявляться кожный дерматит. В любом случае, при появлении покраснения в пупке необходимо посетить дерматолога для выработки дальнейшего лечения пупочной ямки.

### Пупочные катышки и камни
Основная статья: Пупочные катышки
В большинстве случаев пупок представляет собой впадину, в которую могут попадать небольшие предметы, или, например, скапливаться вода. Если человек в течение продолжительного времени не принимает душ, у него могут появиться пупочные катышки, появляющиеся из-за трения кожи живота о ткань одежды и представляет собой смесь волокон одежды, пота, клеток кожи, бактерий, пыли, мелкой грязи, а также другого внешнего мусора, попавшего в пупок.
В более тяжёлых случаях появляются «пупочные камни» — затвердевшие скопления пупочных катышков, которые в сложных случаях удаляют у хирурга.
Хотя у многих в пупке собираются пупочные катышки, некоторые люди более склонны к его образованию.
Появление пупочных катышков зависит от следующих факторов:
- форма пупка: выпуклые пупки не могут собирать катышки.
- «доступность» пупка: например, у полных людей пупок может быть перекрыт складкой кожи, что с одной стороны мешает мелким частицам попасть в пупок, а с другой — мешает им его покинуть.
- наличие волосяного покрова в районе пупка: волосы задерживают ворсинки и помогают им сваляться.
- особенности ткани одежды, прилегающей к торсу: новые дешёвые футболки более склонны к образованию мелких ворсинок, чем дорогая и уже поношенная шёлковая рубашка. Также цвет пупочных катышков может зависеть от цвета носимой одежды. Любопытно, что учёные решили выяснить, какого цвета катышки образуются в пупке; оказалось, что в подавляющем большинстве они синего цвета и состоят из волокон самой популярной в мире одежды – джинсов[3]
- режим гигиены человека: если уделять должное внимание гигиене пупка, то катышки просто не будут успевать накапливаться.
- другие факторы: например, человек может специально провоцировать катышки[прояснить].

Согласно исследованиям австралийских учёных, пупочные катышки чаще всего наблюдаются у мужчин среднего возраста с повышенным количеством волос на животе.
Большинство обладателей пупков-углублений находятся в своём роде зоне риска в плане образования в пупке катышков, однако в силу привычек, образа жизни и воспитания могут никогда с ними не столкнуться. Однако, само по себе образование катышков в пупке — явление достаточно распространённое.

### Грибки
В пупке также обитают дрожжевые грибки рода Candida, которые часто живут в складках кожи нашего тела. В норме они не доставляют неприятностей, пока их размножение сдерживается активностью обитающих там же бактерий. Но при несоблюдении правил гигиены, например если человек не просушивает пупок после душа, кандиды могут активизироваться и стать причиной красных зудящих высыпаний в области пупка. Это не грозит лишь тем людям, у которых пупок выпуклый или плоский.
В группу повышенного риска развития кандидоза входят люди, страдающие диабетом. Это связано с тем, что кандиды чувствительны к уровню сахара в крови: чем он выше, тем им комфортнее. Соответственно, при недостаточном контроле за концентрацией глюкозы в плазме крови риски активизации грибковой инфекции повышаются.

### Профилактика
Если пупок очень глубокий, узкий, и в нём много складок, его очищают с помощью ватных палочек и спирта, так как в противном случае кожу пупка можно поранить пальцами. Также для размягчения и последующего удаления грязи из глубины пупка используются масла, которые капают в пупочную ямку.
Если строение пупка позволяет выворачивать его пальцами наружу, то можно вывернуть пупок, и, придерживая пальцами, помыть его как и любую другую часть тела.
Однако, нужно быть осторожным при чистке пупка, так как из-за нежной кожи в этой зоне можно травмировать кожу пупка (например ногтями), что также может вызвать покраснение, раздражение и зуд, а в худшей перспективе и инфекцию. Особенно аккуратно нужно заботиться о недавно проколотом пупке.

## Мода, общество и культура
Публичное обнажение мужского и женского живота и обнажённого пупка временами считалось неприличным в западных культурах, но восприятие сообщества изменилось и теперь это стало приемлемо. Среди женщин стала распространена одежда, оголяющая область пупка. Также представительницы женского пола часто делают пирсинг пупка.
В то время как на Западе до 1980-х годов показывать пупок было неприлично, это было в моде у индийских женщин, которые украшали свой пупок драгоценностями и демонстрировали его.
В японской культуре уже давно особое внимание уделяется пупку. На севере Японии три маленьких шарика, обозначающие грудь и пупок, наклеивали на плоские глиняные предметы, изображающие женское тело. Пупок был увеличен в размере, что объяснялось верой в то, что пупок символизировал центр, в котором зародилась жизнь.
В арабско-левантийской культуре танец живота является популярной формой искусства, состоящей из танцевальных движений, сосредоточенных на туловище и пупке.
У известной чешской модели Каролины Курковой нет пупка, но это произошло из-за того, что в детстве она перенесла операцию по его удалению. По мнению некоторых врачей операцию могли провести в связи с пупочной грыжей. Другой знаменитостью, которая лишилась пупка после операции, является известный кинорежиссёр Альфред Хичкок.

Так как пупок образовывается в процессе рождения, это вызывает споры относительно того, правильно ли изображать Адама и Еву с пупком, или без него.

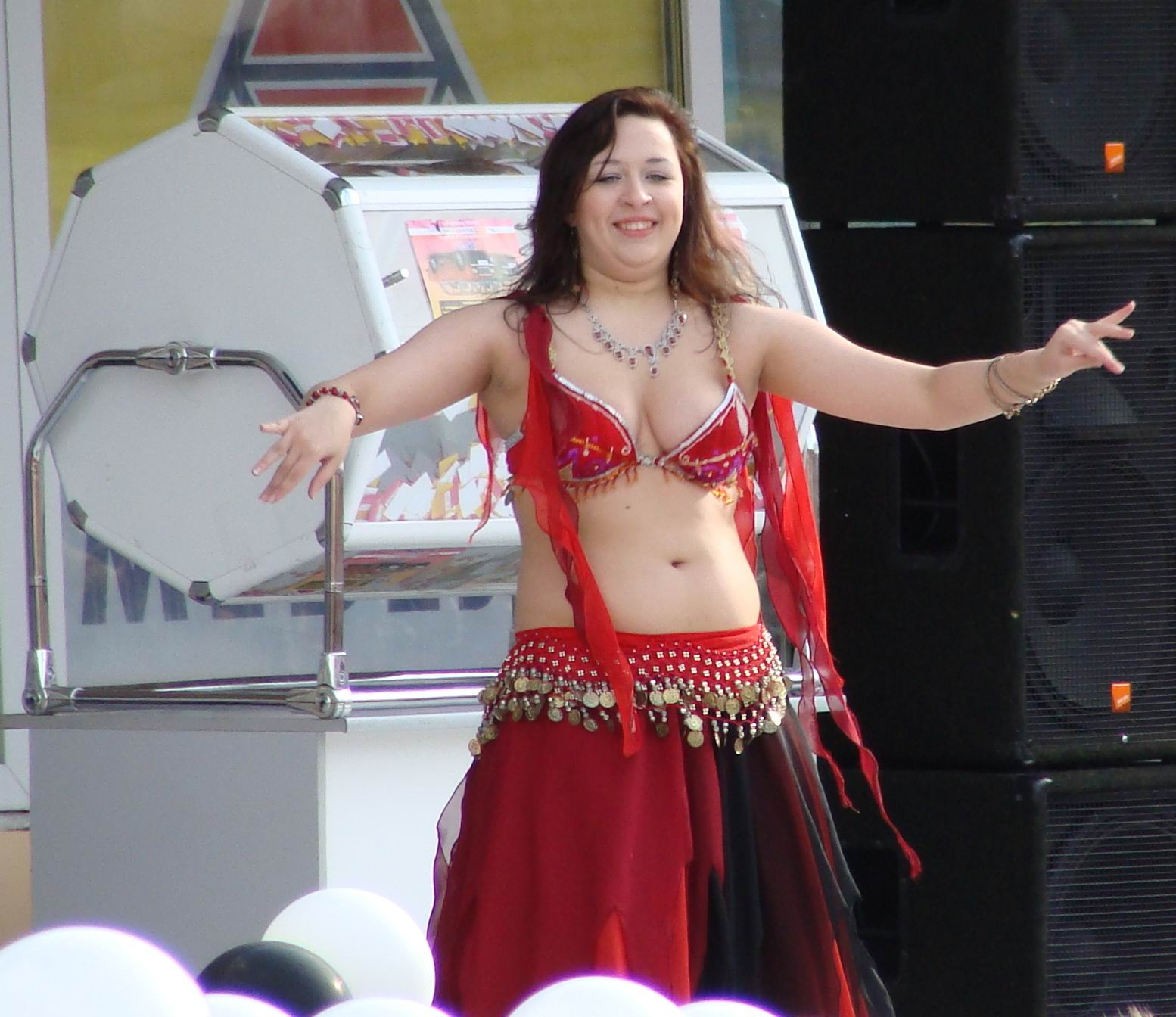
Танец живота
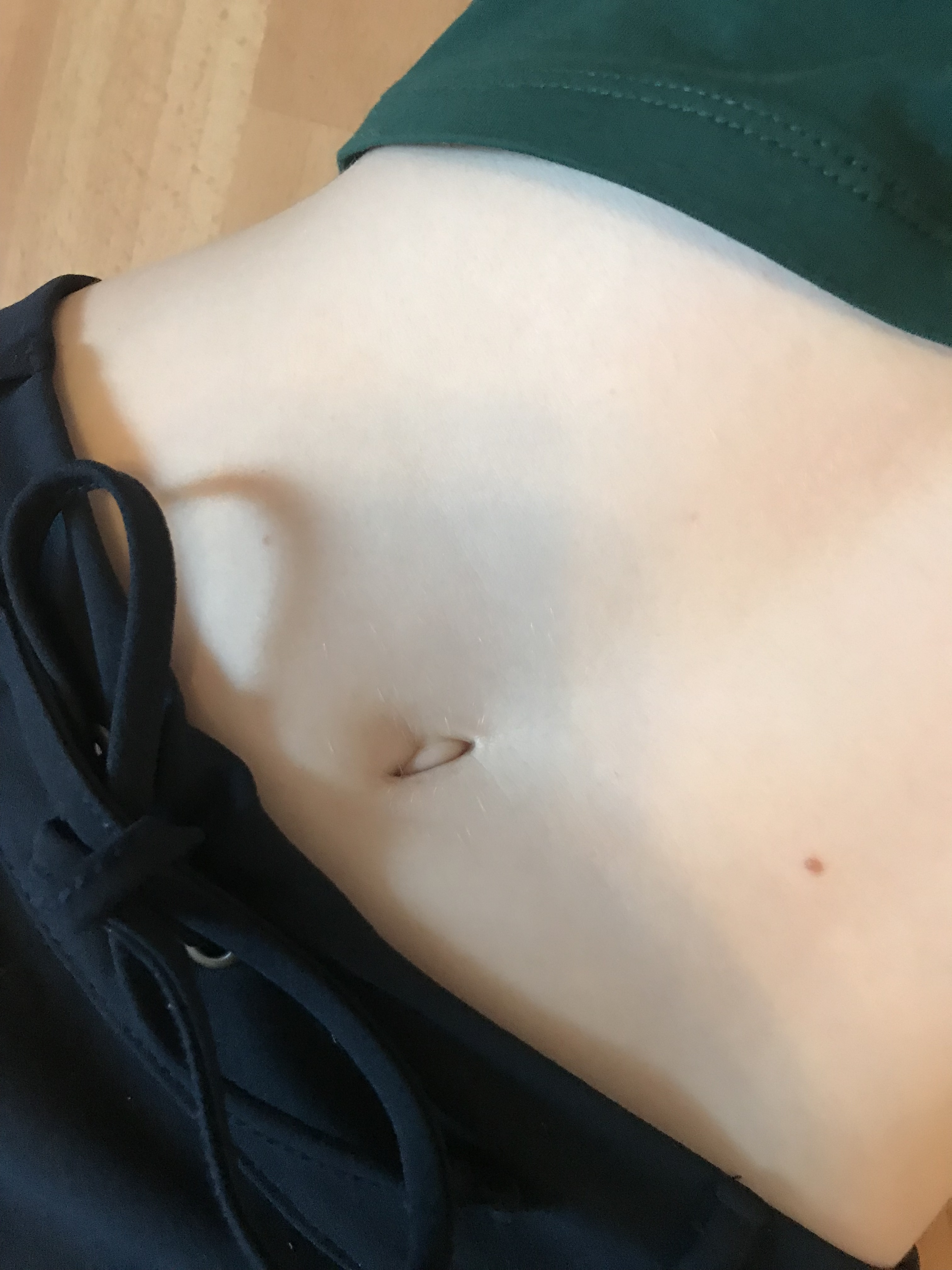
Одежда, оголяющая выпуклый пупок
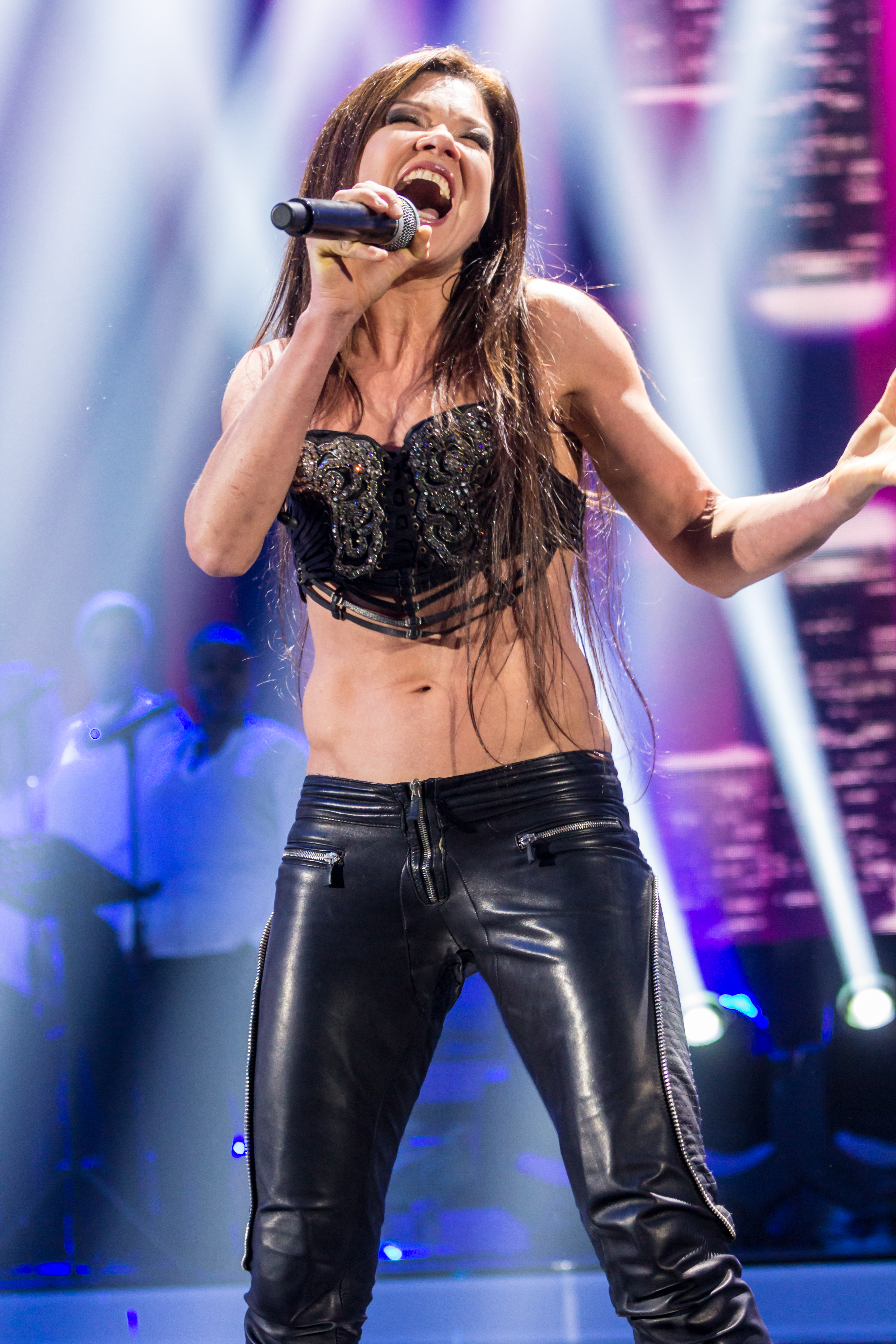
Украинская певица Руслана Лыжичко выступает с оголённым пупком
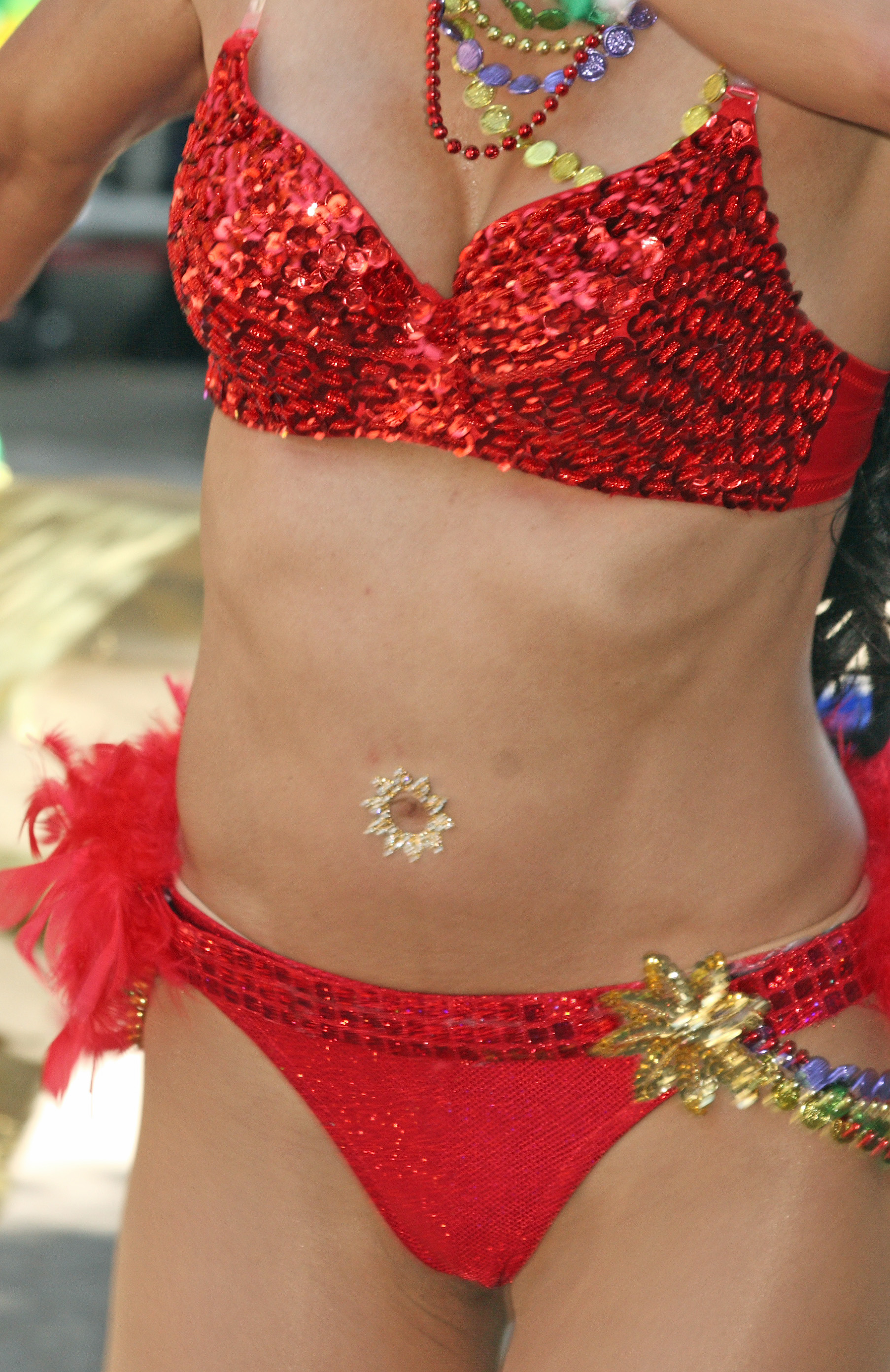
Украшения около пупка
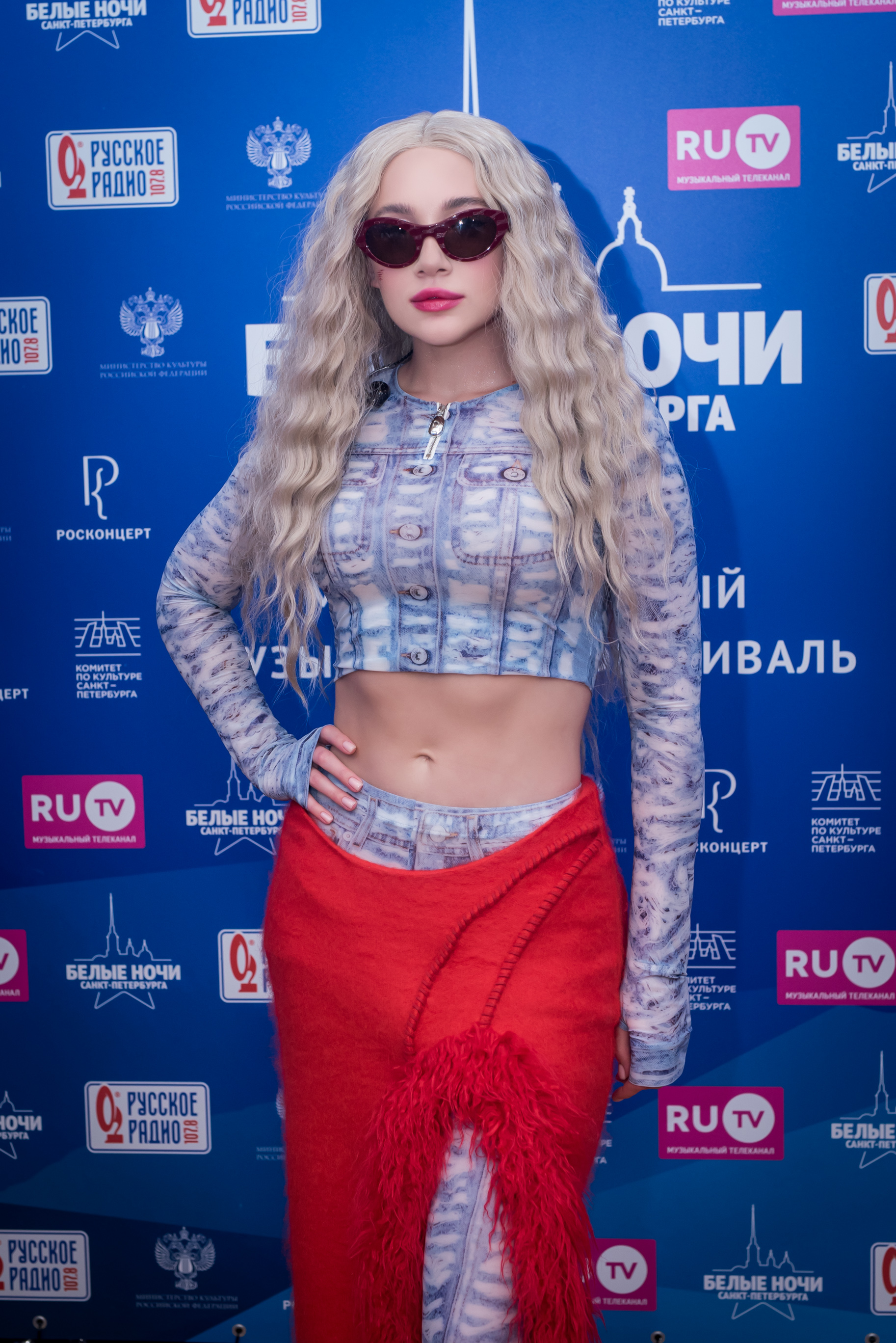
Российская певица Mia Boyka позирует в одежде, которая оголяет её пупок
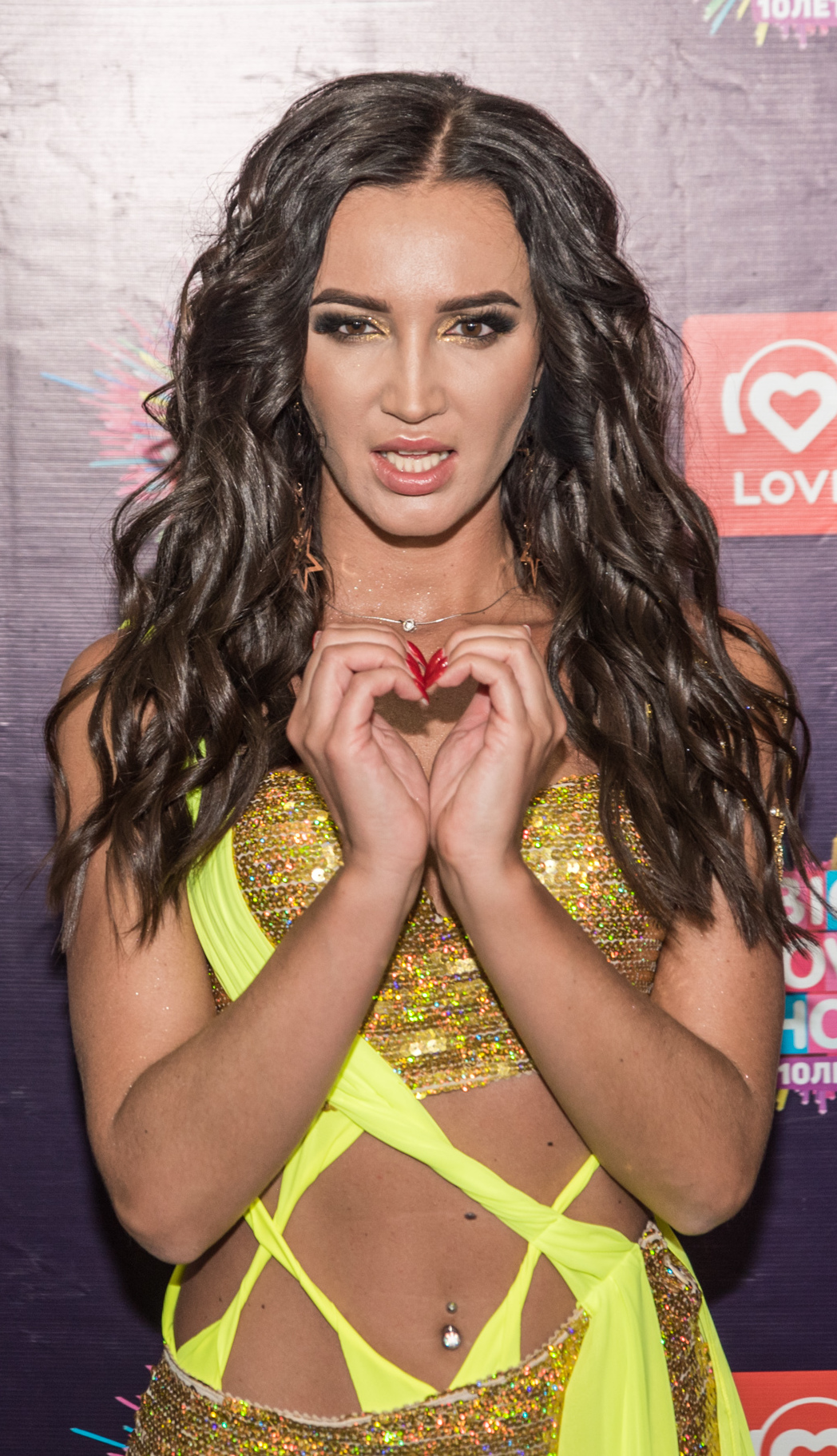
Ольга Бузова в одежде, подчёркивающей её пупок с пирсингом

## Пирсинг пупка
Основная статья: Прокол пупка

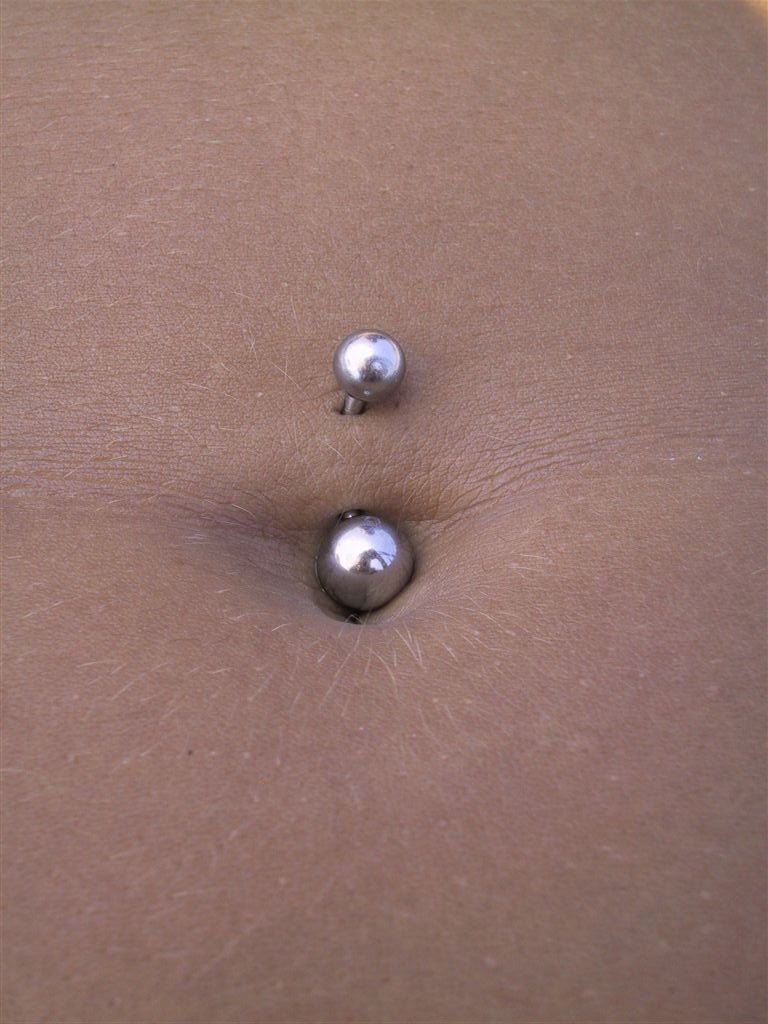
Стандартный пирсинг в верхней складке впалого пупка

В настоящее время, пирсинг пупка — одна из самых распространённых форм пирсинга, широко используемая с девяностых годов двадцатого века, в том числе благодаря тому, что пирсинг пупка делали и продолжают делать различные знаменитости из мира музыки, развлечений и моды. Пирсинг больше всего распространён среди девушек, однако некоторые мужчины также его делают.
Обычно заживление проходит так же легко, как заживление проколов ушей, но иногда оно может проходить более длительно и сложно. В случае аккуратного ухода заживление, как правило, проходит без проблем и занимает в среднем около 6 месяцев.
В отличие от большинства видов пирсинга, пирсинг пупка редко отторгается, однако вероятность отторжения всё же выше, чем в случае с пирсингом ушей.
Обычно делают пирсинг впалого пупка, в большинстве случаев в его верхней складке. Реже прокол делается в нижней складке или одновременно и сверху, и снизу. Проколов может быть и больше, например 4 или даже 5, если к стандартным проколам пупка добавляются боковые.
Украшения для пупка могут состоять из различных материалов, иметь разную форму (банан, кольцо и т.д.) и размер.
Со временем из-за пирсинга кожа вокруг пупочного кольца может обвиснуть, что приведёт к изменению формы пупка.

## Привлекательность
Пупок — эрогенная зона. Многих людей сексуально привлекает пупок, и с древних времён он считался одной из основных областей, возвышавших человеческую женственность (это хорошо заметно по танцам живота, пирсингу и индийской культуре). Фактически, многих мужчин привлекает женский пупок, из-за чего он всегда в моде.
Согласно учёным из Университета Хельсинки, которые показывали фотографии пупков мужчинам и женщинам, самыми красивыми считались небольшие, вертикальные пупки со складками в форме буквы Т. Такой пупок может сделать его обладателя привлекательнее в глазах других людей.
Кроме того, финский исследователь Аки Синкконен считает, что женский пупок может рассказать о репродуктивном потенциале женщин, включая риск определённых генетических и унаследованных по материнской линии врождённых аномалиях.